# Кликин, Михаил Геннадьевич
Михаил Геннадьевич Кликин (род. 14 июня 1973, Лазарцево-Фомино, Ивановская область) — русский писатель-фантаст. Живёт в г. Иваново.
Первая публикация в жанре фантастики состоялась в 2000 году.

## Биография
Родился 14 июня 1973 года в селе Лазарцево-Фомино Ильинского района Ивановской области.
В школьные годы принимал активное участие в работе районного клуба любителей фантастики "Альфа", очень много читал. Позже, уже учась в университете, стал писать сам. Со своими стихами участвовал в литературном конкурсе, проводимом Ивановской писательской организацией. По результатам конкурса был приглашен в молодёжное объединение при областной писательской организации, но пробыл там недолго — после окончания университета отправился служить в Забайкальский военный округ, в город Улан-Удэ. С Бурятией связаны первые журналистские опыты — несколько небольших статей были опубликованы в местной молодёжной газете.

### Циклы произведений

#### Личный враг Бога
- Личный враг Бога (2001)
- Личный друг Бога (2006)

#### Деревенские истории
- Иван Иванович (2008)
- Чёрный кобель Жук (2008)

### Романы
- "Три легенды" (2001)
- "Ни слова о магах" (2002)
- "Идеальный враг" (2003)
- "Малыш и Буйвол" (2003)
- "Страж могил" (2005)
- "Книга демона" (соавтор Ю.Бурносов) (2008)
- "Демоны рая" (2011)
- "Один" (2014)
- "Чистилище: Турист" (2015)
- "Чистилище: Охотник" (2015)

### Повести и рассказы
- Мозаика (2000)
- Мужик (2000)
- Песня Сфинкса (2001)
- Сердце его жены (2001)
- Соглядатаи (2001)
- Это твое небо, малыш (2001)
- Дракон (2002)
- Последний солдат последней войны (2002)
- Осколки (2003)
- Герой (2004)
- Два меча, два брата (2005)
- Наш упырь (2005)
- Небеса для роботов (2005)
- Самый лучший внук (2005)
- Всё самое необходимое (2008)
- Дом на отшибе (2008)
- Тени под лестницей (2008)
- Чёрный кобель Жук (2008)
- Девастатор (2009)
- Куда уходят герои (2009)
- Мертвые пашни (2010)
- Когда горы заснут (2011)
- Кузнец и Колдун (2011)
- Обреченный на жизнь (2011)
- Старший лейтенант Зорин (2011)
- Рядовой #73029 (2012)
- Консервы (2013)
- Динозавры (2014)